# Malven-Dickkopffalter
Der Malven-Dickkopffalter (Carcharodus alceae) ist ein Schmetterling aus der Familie der Dickkopffalter (Hesperiidae). Das Artepitheton leitet sich von Malva alcea (Rosen-Malve), einer Nahrungspflanze der Raupen ab.

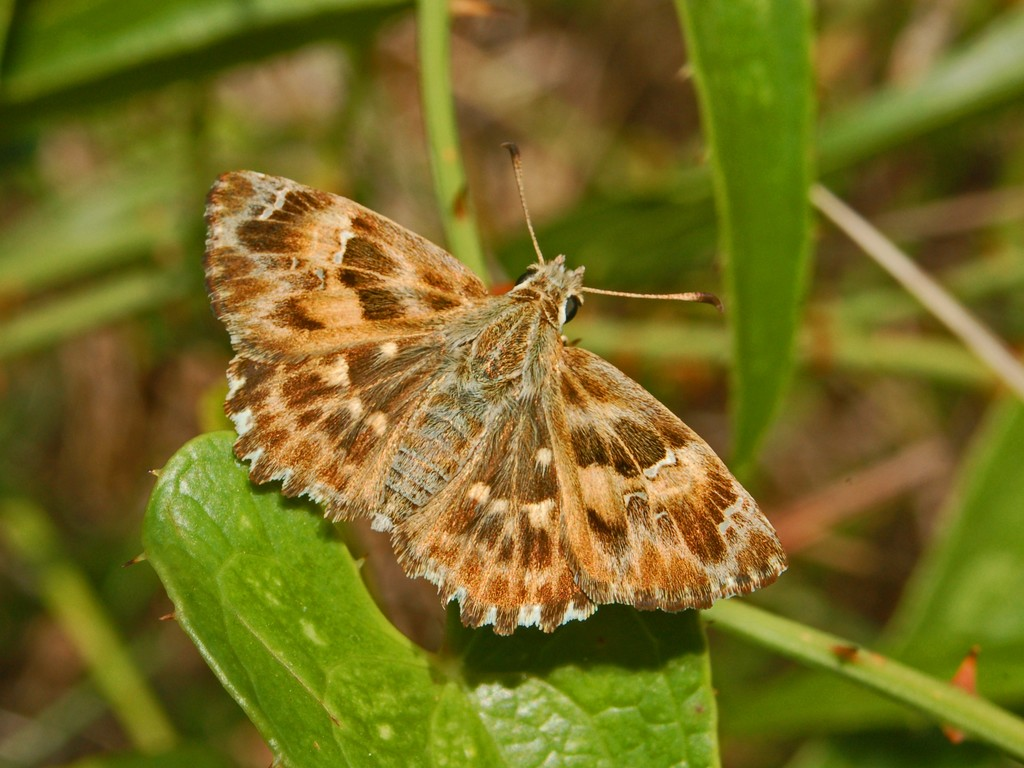
Hellbraunes Exemplar

## Merkmale
Die Falter erreichen eine Flügelspannweite von 23 bis 30 Millimetern. Ihre Flügeloberseiten sind mit bunten, in mehreren Brauntönen und teilweise gelblichen, gräulichen und orangen Rechtecken gemustert. Auf den Vorderflügeln verlaufen vom Rand zur Flügelmitte hin kurze, weiße Querstreifen.
Die Eier sind gelblich und halbkugelig mit einer abgeflachten Basis. Die Oberfläche ist mit länglichen Warzen bedeckt, die mit jeweils niedrigen rippen miteinander verbunden sind. Das Ei hat dadurch ein stacheliges Aussehen. Im weiteren Verlauf der Entwicklung färbt es sich rot.
Die Raupen werden ca. 23 Millimeter lang. Sie sind dunkelgrau gefärbt und mit feinen weißen Punkten übersät. Ihr Kopf ist schwarz, direkt dahinter sitzen drei schmale, gelbe Flecken, die von schwarzen Streifen getrennt sind. Die Tiere haben zahlreiche, kurze, weiße Haare.

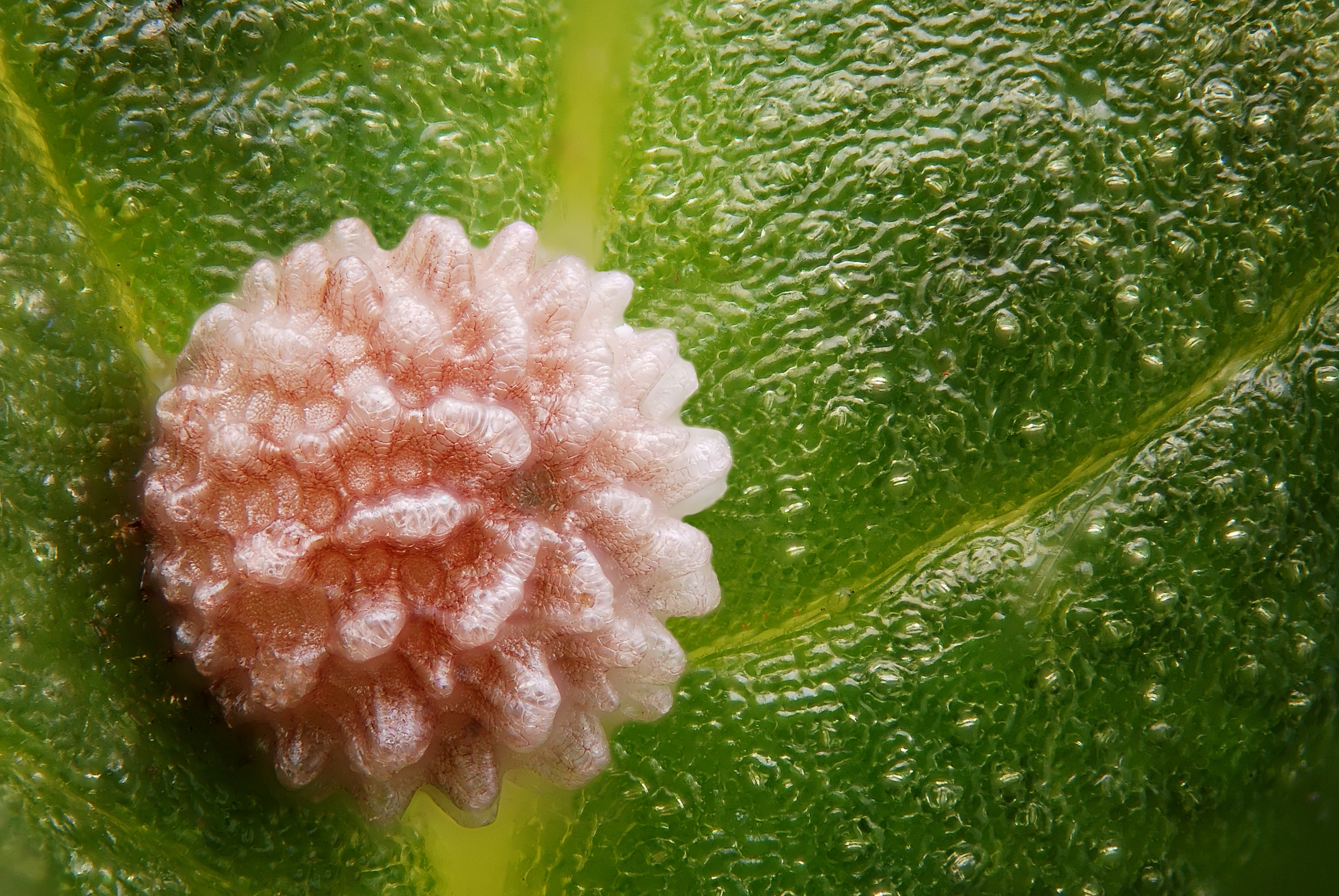
Ei

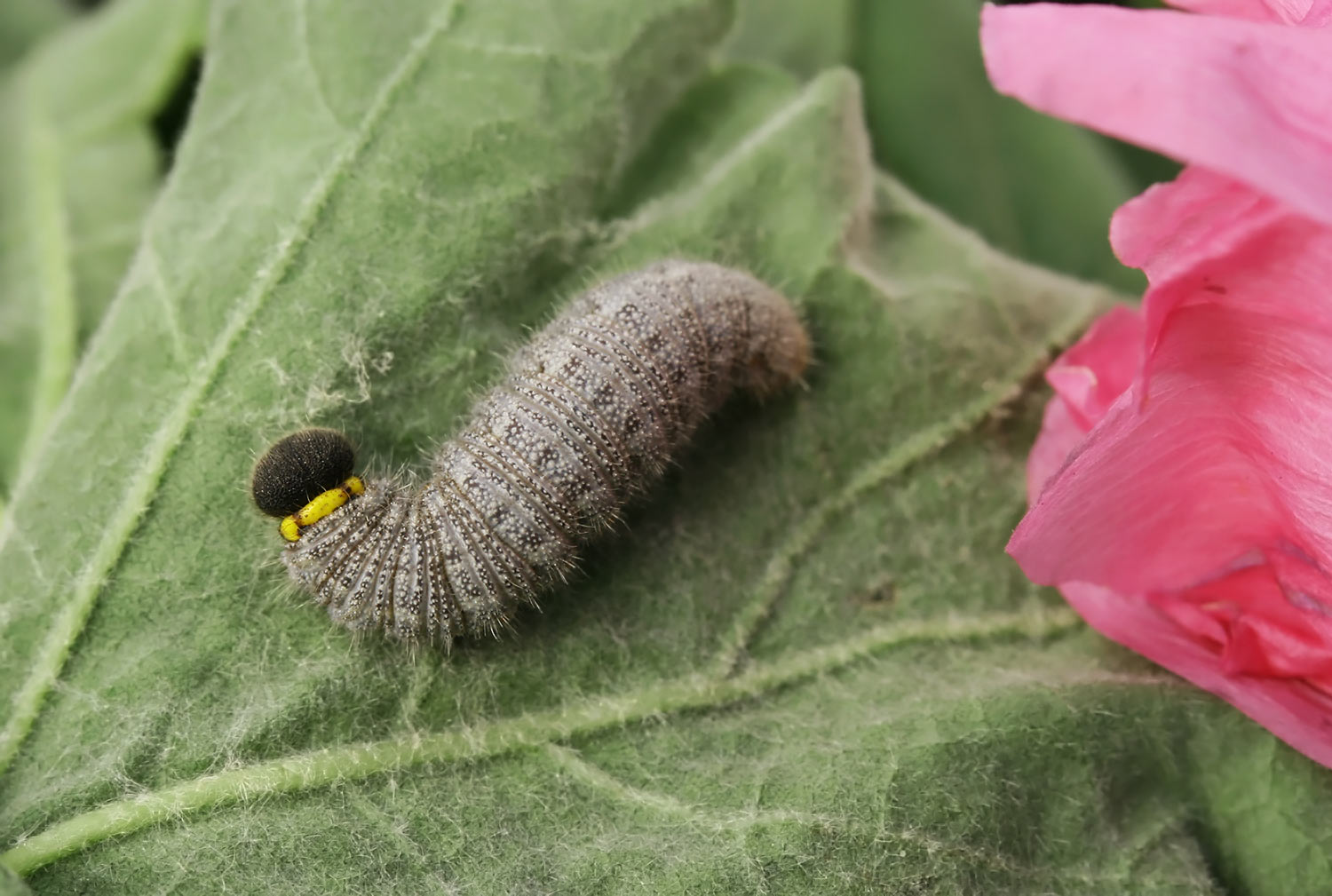
Raupe

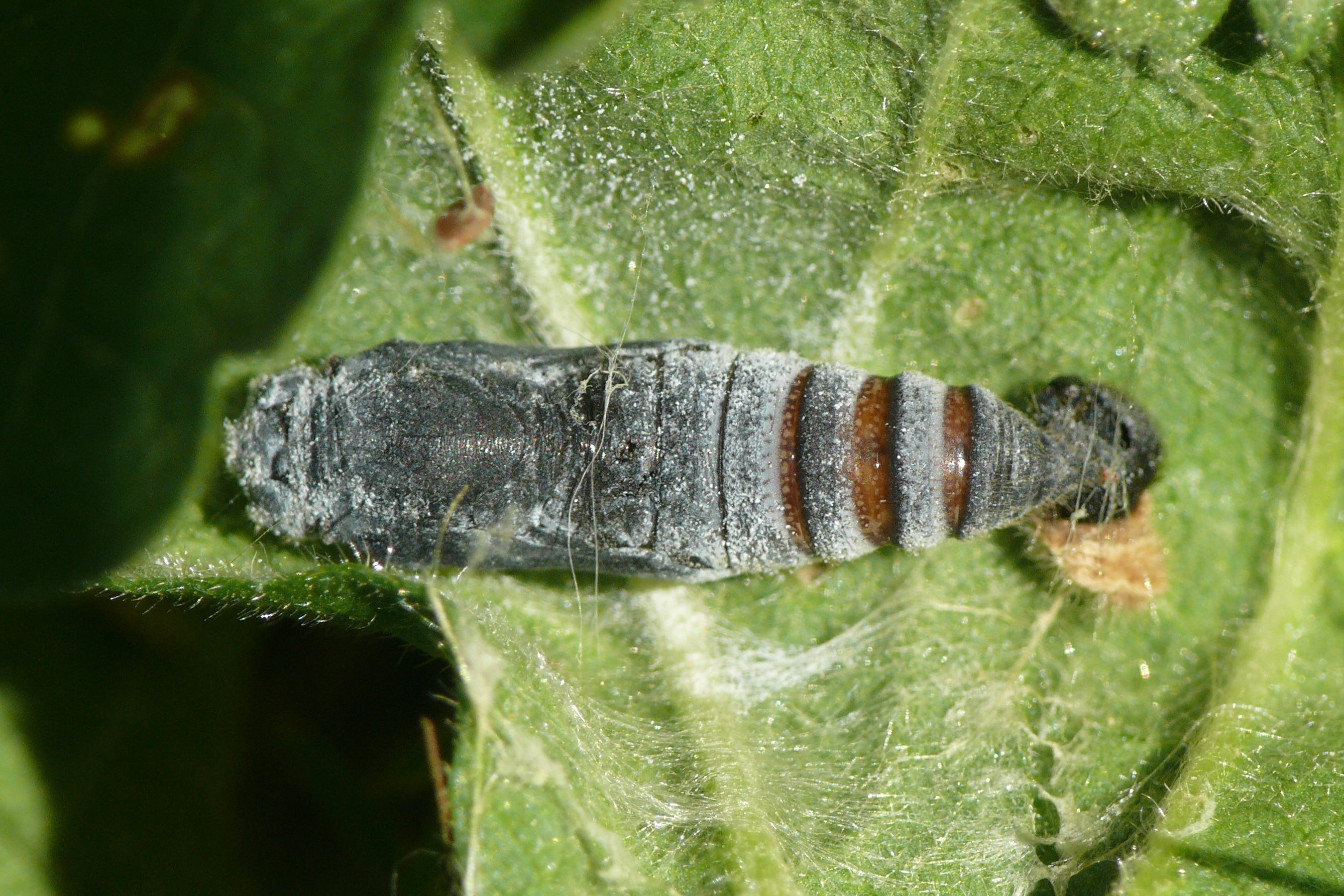
Puppe

### Ähnliche Arten
- Heilziest-Dickkopffalter (Carcharodes flocciferus)

## Vorkommen
Die Tiere kommen in Süd- und Mitteleuropa, in der Türkei und Teilen Zentralasiens bis in eine Höhe von 2.000 Metern vor. In Mitteleuropa sind sie besonders im Süden (z. B. Schwäbische Alb und Oberrhein) anzutreffen. Sie leben in warmen, trockenen und sonnigen Gebieten, wie z. B. in Kiesgruben, Steinbrüchen auf Trockenrasen oder Ödland. Ihre Populationen schwanken jahresweise oft sehr stark.

## Lebensweise
Der Malven-Dickkopffalter ist sehr auf Wärme angewiesen und bildet in Deutschland zwei Generationen, die von Mitte Mai bis Ende Juni und von Mitte Juli bis Anfang September fliegen. Die Raupen der ersten Generation können im September, und nach der Überwinterung im darauf folgenden Jahr im April beobachtet werden. Die Larven der zweiten Generation leben von Juni bis Juli. Die Art kann aber in heißen Gegenden und günstigen Jahren bis zu fünf Generationen hervorbringen. Die männlichen Falter können manchmal dabei beobachtet werden, wie sie ihre Flügel unter die Brustebene absenken um ihren Hinterleib zu heben. Vermutlich hängt dieses Verhalten mit der Temperatur und dem Lichteinfall zusammen.

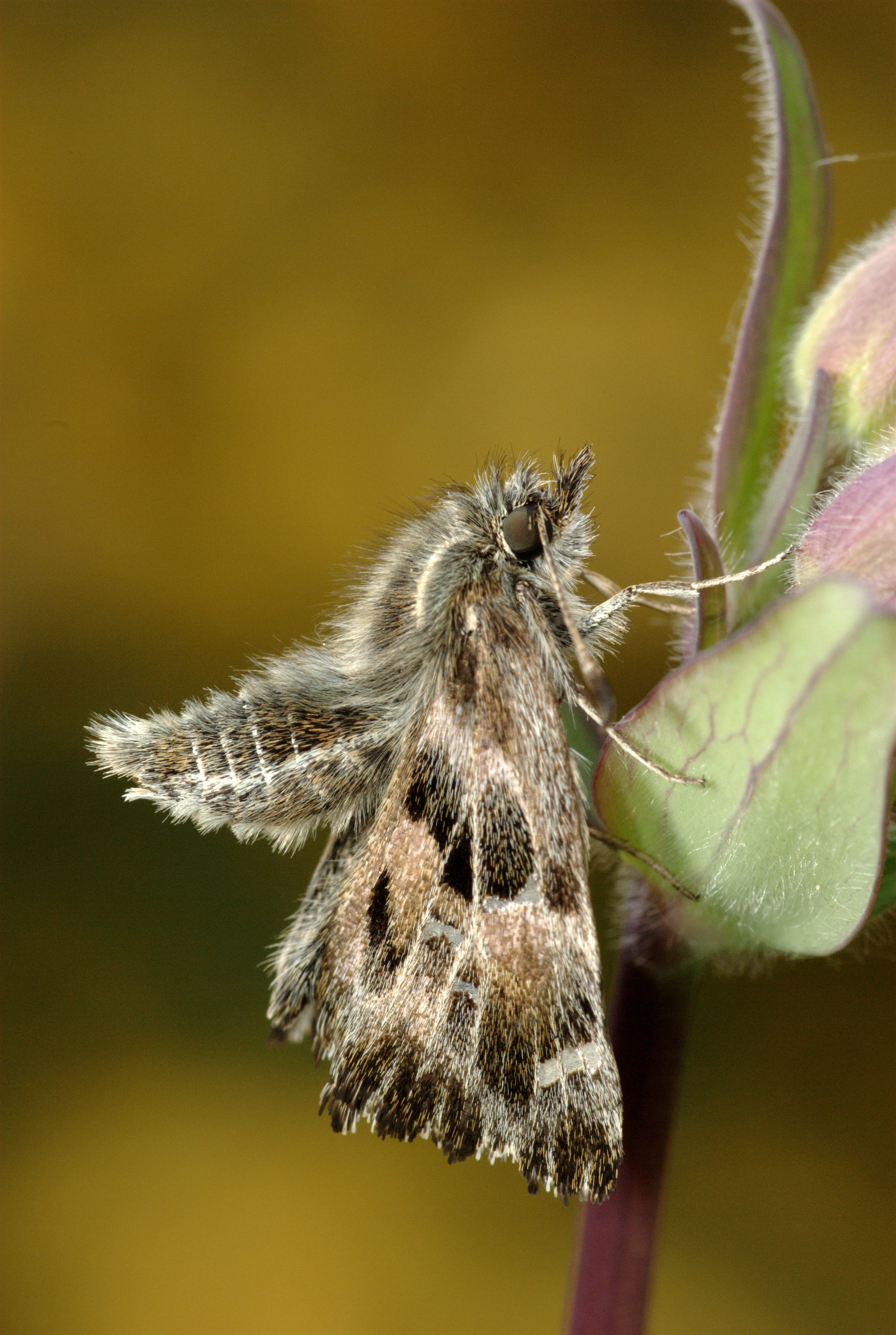
Falter mit abgesenkten Flügeln und vorgestrecktem Hinterleib

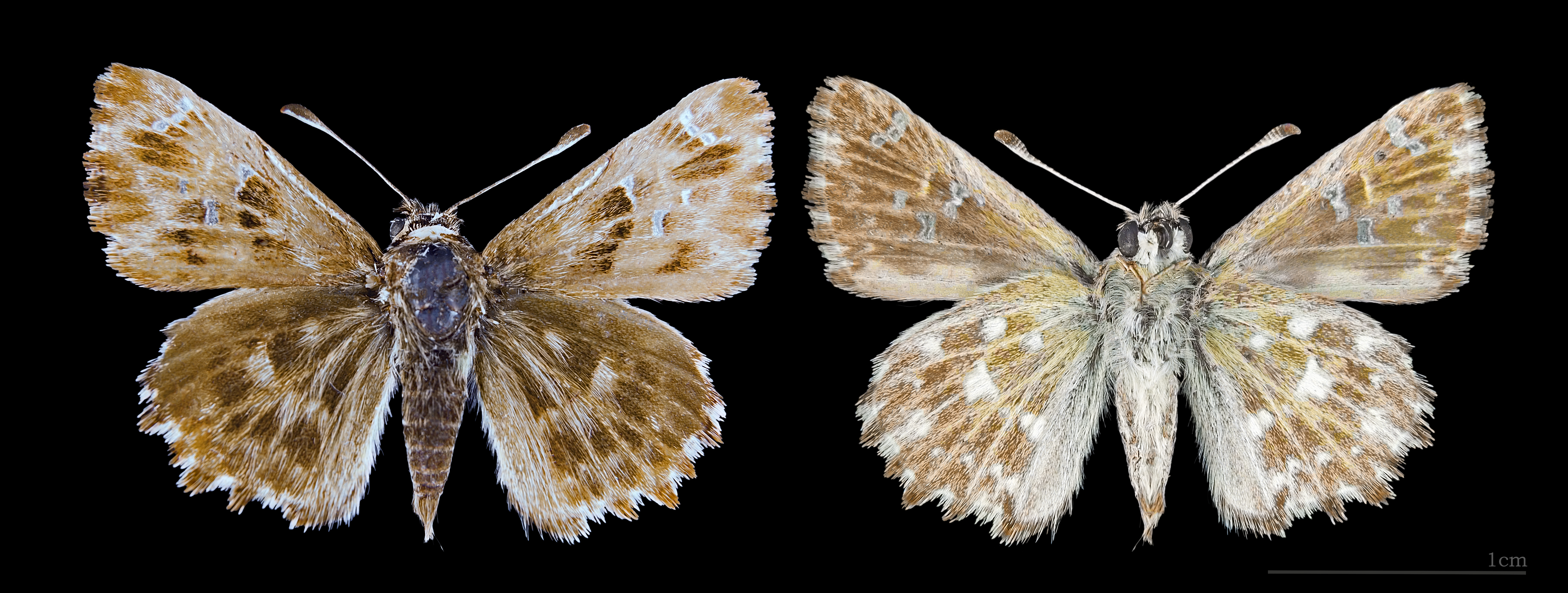
Zwei Ansichten des gleichen Exemplars

## Nahrung der Raupen
Die Raupen ernähren sich von Malvengewächsen (Malvaceae), vor allem von Weg-Malven (Malva neglecta) und Moschus-Malven (Malva moschata).

## Entwicklung
Die Weibchen legen ihre sehr grob gerippten, hellrosa gefärbten Eier einzeln auf die Oberseite der Blätter ihrer Futterpflanzen. Die geschlüpfte Raupe baut sich einen Unterschlupf, indem sie ein Blatt auf einer Seite umschlägt und mit ihren Spinnfäden befestigt. Sie überwintern auch in dieser Behausung und verpuppen sich früh im Frühjahr.

## Gefährdung und Schutz
- Rote Liste BRD: 3 (gefährdet).[7]
- Rote Liste Baden-Württemberg: 2 (stark gefährdet).[8]